# Josef Anton Oelz
Josef Anton Oelz (24. ledna 1812 Dornbirn – 19. prosince 1893 Dornbirn) byl rakouský lékař a politik z Vorarlberska, v 2. polovině 19. století poslanec Říšské rady.

## Biografie
Byl synem koželuha. Studoval v letech 1833–1838 medicínu na Padovské univerzitě, na Římské univerzitě a na Vídeňské univerzitě. Roku 1850 získal titul doktora lékařství. Působil potom jako praktický lékař v rodném Dornbirnu.
Byl aktivní i veřejně a politicky. Byl členem katolických spolků. Roku 1870 byl zvolen na Vorarlberský zemský sněm. Zemský sněm ho roku 1870 delegoval i do Říšské rady (celostátní parlament, volený nepřímo zemskými sněmy). Opětovně byl zemským sněmem do Říšské rady vyslán roku 1871 za kurii venkovských obcí ve Vorarlbersku. Rezignace oznámena na schůzi 15. února 1873. Do vídeňského parlamentu se ovšem krátce poté vrátil v prvních přímých volbách do Říšské rady roku 1873, kdy uspěl v kurii venkovských obcí, obvod Bregenz, Bregenzerwald, Dornbirn. Slib složil 21. listopadu 1873. Mandát zde obhájil i ve volbách do Říšské rady roku 1879 a volbách do Říšské rady roku 1885.
Stranicky se profiloval jako německý konzervativec (takzvaná Strana práva, neboli Hohenwartův klub). Patřil k umírněným politikům. V listopadu 1881 přešel do nově utvořeného Liechtensteinova klubu (oficiálně Klub středu), který byl více katolicky, sociálně reformně a centristicky orientovaný. V roce 1890 se uvádí jako poslanec bez klubové příslušnosti.
Zemřel v prosinci 1893.